# Julio César Simonato Cordeiro
Julio César Simonato Cordeiro ( São Paulo, Brasil, 25 de junio de 1976), más conocido como  Alemão («alemán» en portugués), es un futbolista español y brasileño, jugador de fútbol sala. Juega como ala en el Santiago Futsal, y en la selección española de fútbol sala.

## Biografía
Alemão desarrolló su carrera en diferentes clubes brasileños antes de trasladarse al club español CLM Talavera. En él jugó durante dos temporadas y ayudó al equipo a ganar el Campeonato Español. Los tres años siguientes Alemão jugó en los torneos brasileños, y después fichó con el nuevo campeón de liga español,  Playas de Castellón. Durante dos años ganó dos Copas de la UEFA de fútbol sala. Alemão se distinguió por sus goles en las finales de ambos campeonatos, incluido un  doblete en la final de la temporada de 2002/03. Entre los años 1999 y 2001 militó en O'Parrulo en Ferrol. 
En 2003 Alemão se trasladó al Lobelle y jugó en este club casi nueve años, durante los cuales le ayudó a ganar la Copa y la Supercopa de España. Después se naturalizó Español, e impresionó tanto a los entrenadores de la selección española, que con la edad de 34 años debutó en la Selección nacional. Un poco después fue seleccionado para el Campeonato europeo de fútbol sala, en el cual los españoles triunfaron con el oro. Al hacer cinco asistencias de gol , Alemão se convirtió en el máximo asistente del torneo.
Al campeonato europeo, Alemão fue como el jugador del Dina Moscú. En febrero el español-brasileño debutó en el Campeonato de Rusia.
En la temporada 2016-17 vuelve a Galicia a jugar el campeonato Español con el Santiago Futsal (antiguo Autos Lobelle de Santiago).

## Clubes
| Club                | País   | Año       |
| ------------------- | ------ | --------- |
| Wimpro              | Brasil | 1990-1993 |
| Ribeirdepircs       | Brasil | 1993-1995 |
| CLM Talavera        | España | 1995-1997 |
| Banespa             | Brasil | 1998      |
| São Paulo           | Brasil | 1998      |
| General Motors      | Brasil | 1999      |
| O'Parrulo           | España | 1999-2001 |
| Playas de Castellón | España | 2001-2003 |
| Lobelle             | España | 2003-2012 |
| Dina Moscú          | Rusia  | 2012-2016 |
| Santiago Futsal     | España | 2016      |

## Palmarés
•	Campeón europeo de fútbol sala 2012
•	Copa de la UEFA de fútbol sala (2): 2002, 2003
•	Campeón español de fútbol sala 1996/97
•	Copa de España de fútbol sala 2006
•	Campeón Recopa de Europa (1): 2007
•	Supercopa de España de fútbol sala 2010
•	Campeón de Rusia de fútbol sala (1): 2014